# Dedi Damhudi
Dedi Damhudi – indonezyjski zapaśnik w stylu wolnym i klasycznym.
Zajął dwunaste miejsce na mistrzostwach Azji z 2000. Wicemistrz igrzysk Azji Południowo-Wschodniej w 1997. Brązowy medalista mistrzostw Azji Południowo-Wschodniej w 1999 roku.